# Policija u zajednici
Policija u zajednici predstavlja model rada policije koji se zasniva na izgradnji poverenja i partnerstvu policije i građana radi stvaranja sigurnije zajednice.
Rad policije u zajednici predstavlja filozofiju i organizacionu strategiju kojom se promovišu napori zasnovani na partnerstvu i saradnji između policije i zajednice u cilju delotvornijeg i efikasnijeg identifikovanja, sprečavanja i rešavanja problema kriminala, straha od kriminala, pitanja fizičke bezbednosti i zaštite, društvenih poremećaja i propadanja okoline, kako bi se unapredio kvalitet života za sve.
Policija u zajednici zasniva se na shvatanju da novi bezbednosni izazovi zahtevaju od policije da razvije nove i kvalitetnije odnose sa građanima koji poštuju zakon, jer će ti isti građani imati priliku da definišu prioritete i da se uključe u različite aktivnosti policije kako bi unapredili kvalitet ljudskog života.

## Istorijat
Razvitak tehnologije početkom 20. veka dovelo je do transformacije policije i njenih metoda rada.  Motorizacija policije, korišćenje telefona za prijavu kriminala, kao i korišćenje kompjutera za analitiku i statistiku, praćenje kriminalnih trendova i šablona, dovelo je do otuđenja i razbijanje veza između policije i zajednice. Rasla je ideologija profesionalizma, gde se smatralo da profesionalci znaju najbolje, te da uključivanje zajednice u prevenciju i rešavanje kriminala nije od pomoći.
Kao odgovor na javno nezadovoljstvo policijskim praksama, zajedno sa sve većom svešću o neefikasnosti njenih pristupa, počela je da se javlja ideja o policiji u zajednici.
- Eksperiment preventivnih patrola Kanzas Sitija 1973. godine – U ovom eksperimentu, policijske patrole dobile su zadatak da nasumično patroliraju zajednicom. Eksperiment je pokazao da takav metod ima mali ili nikakav uticaj na smanjenje kriminala, kao ni na povećanje poverenja kod građana. Takođe, eksperiment je pokazao da brže reagovanje policijskih patrola nije pomoglo rešavanju kriminala.[5]

- Istraživanje policijske stanice San Dijega 1975. godine –  jedno od glavnih studijskih istraživanja policijske stanice San Dijega bio je projekat „community-oriented policing“ (COP) – prva empirijska studija rada policije u zajednici. U ovom eksperimentu postavljale su se pešačke patrole policije u lokalnoj zajednici kako bi razumeli topografiju i demografiju te zajednice, sakupljali informacije od stanovništva, a sve sa ciljem bolje prevencije kriminalnih aktivnosti u toj zajednici. Eksperiment je pokazao da je saradnja sa lokalnom zajednicom mnogo bitnija u prevenciji kriminala, a da se kod policajaca koji su učestvovali u eksperimentu menjao stav o poslu i značaju zajednice, te da su razvijali kreativnija rešenja za kompleksnije probleme.[5]

## Principi i metode rada policije u zajednici
Jedan od osnovnih elemenata rada policije u zajednici odnosi se na organizacionu transformaciju policije. To predstavlja postavljanje organizacionog menadžmenta, strukture, ljudstva, kao i informacionih sistema sa ciljem podrške izgradnji partnerstva između policije i zajednice, kao i proaktivnog rešavanja problema. Neki od osnovnih principa rada policije u zajednici su:
- Volonterski rad
- Servisno orijentisan rad
- Problemski orijentisan rad
- Izgradnja partnerstva
- Vladavina prava
- Izgradnja poverenja između zajednice i policije
- Demokratičnost, transparentnost, odgovornost tokom rada policijskog službenika.[2]

Metode rada policije u zajednici variraju od zemlje do zemlje. Međutim, neki od najosnovnijih metoda su:
- Programi javnog informisanja – programi se sprovode sa ciljem informisanja javnosti o kriminalnim aktivnostima i prevenciji i skupljanju informacija.
- Komšijska straža – lokalna zajednica se podstiče da pomogne prevenciji kriminala prikupljanjem informacija, davanjem saveta, predstavljanjem strategija prevencije kriminala.
- Policijske mini-stanice – postavljanje policijskih mini-stanica u lokalne zajednice predstavlja pokušaj da se policija decentralizuje a sve u cilju približavanja lokalnoj zajednici, boljoj saradnji sa građanima i efikasnijoj prevenciji kriminala.
- Sastavljanje timova policajaca i postavljanje u svakoj od lokalnih zajednica.
- Bolja saradnja sa nevladinim organizacijama, istaknutim članovima zajednice, privatnim firmama i medijima.[7]

## Razlike tradicionalnog rada policije i policije u zajednici
Pre uvođenja policije u zajednici kao filozofije rada, rad policije bio je reaktivan, sa fokusom isključivo na rešavanju kriminala i hapšenju. Tradicionalna policija se videla kao represivna institucija koja diktira pravila, kao reaktivna profesija čiji službenici reaguju onda kada su pozvani. Međutim, istorija pokazuje da je rad policije originalno bio mnogo širi i kompleksniji, te da se tek u poslednjih nekoliko decenija to promenilo pod uticajem ideologije profesionalizma i popularnih medija.
Iako prevencija i rešavanje kriminala ostaju glavni ciljevi policije, strategije rada policije u zajednici se oslanjaju na širu paletu metoda za postizanje ovih ciljeva. Cilj ovakve filozofije rada je da se kroz partnerstvo policije i zajednice precizno identifikuju i rešavaju manji problemi a koji imaju tendenciju da prerastu u ozbiljne kriminalne aktivnosti.
Ovakva reforma sistema dovodi do toga da se na policiju gleda kao na servis građana. Zadatak policajaca nije samo da sprovode zakon, istražuju i rasvetljavaju krivična dela, već se fokus pomera na prevenciju kriminaliteta. Da bi u tome uspela, neophodna joj je jaka veza sa zajednicom, njena podrška i saradnja.

## Policija u zajednici u Srbiji

### Istorijat policije u zajednici u Srbiji
Pripreme za predstavljanje i uvođenje policije u zajednici kao prakse u Republici Srbiji krenule su 2001. godine sa reformama u oblasti preventivnog rada policije, jačanju zakonitosti rada i zaštite ljudskih i manjinskih prava. Ministarstvo unutrašnjih poslova Republike Srbije, u saradnji sa OEBS-om i drugim međunarodnim agencijama, a u sklopu reformi, 2002. godine predstavilo je projekat sa nazivom „Policija u zajednici“. Projekat je planiran kroz dve faze, i to: 
1. Pilot-projekat „Policija u zajednici“, koji je iniciran u februaru 2003. godine, na teritoriji Zvezdare (Beograd), Novog Bečeja, Kragujevca i Vrnjačke Banje. U drugoj polovini 2003. godine i u 2004. godine projekat je implementiran i u Bačkoj Palanci, Novom Sadu i Požegi.[12]
2. Projekat „Policija u zajednici na nacionalnom nivou“, koji je planiran da se implementira nakon stečenih iskustava i primera dobre prakse iz pilot-projekta.

U roku od dve godine od implementiranja projekta, zabeleženo je prihvatanje i posvećenost projektu „Policije u zajednici“, sa vidnim napretkom u pojedinim aktivnostima i inicijativama i boljim partnerskim odnosima između policije i lokalnih subjekata. Međutim, isti napredak nije postignut na svim pilot lokacijama: 
- Posvećenost policajaca na rukovodećim pozicijama nije bila ista na svim lokacijama;
- Akcioni plan sa jasno postavljenim ciljevima i vizijom nije bio definisan na svim lokacijama;
- Nepostojanje strategije komunikacije na određenim lokacijama dovelo je do slabe upoznatosti ciljeva projekta kod građana;
- Obuka nije bila ista na svim lokacijama, te tako neki od važnijih aktera projekta su dobili nedovoljno ili nimalo obuke;
- Neadekvatna zakonska regulativa, nepostojanje protokola, dovelo je do toga da učešće predstavnika lokalnih zajednica zavisi isključivo od njihove „dobre volje“ i zainteresovanosti, pa je na određenim lokacijama to dodatno usporavalo ili u potpunosti kočilo primenu projekta;
- Stepen angažovanosti policije svih nivoa nije bio isti na svim lokacijama;
- Sredstva za podizanje efikasnosti policije u zajednici nisu bila ravnomerno raspoređena na svim lokacijama, pa su neke lokacije bile dobro opremljene dok druge nisu uopšte.[12]

U julu 2015. godine donet je akcioni plan za strategiju primene policije u zajednici za 2015. i 2016. godinu. Osnovni strateški ciljevi bili su:
1. Uspostavljanje savremenih standarda u radu policije;
2. Jačanje poverenje građana i zajednice u policiju;
3. Uspostavljanje delotvorne bezbednosne prevencije;
4. Saradnja i partnerstvo policije sa zajednicom;
5. Problemski orijentisan pristup bezbednosnoj zaštiti;
6. Posvećenost poštovanju etičkih principa i različitosti.[13]

### Lokalni saveti za bezbednost
Saveti za bezbednost predviđeni su Strategijom policije u zajednici kao partnerski model saradnje i zajedničkog delovanja policije i lokalne zajednice za unapređenje bezbednosti u lokalnoj zajednici. Savet za bezbednost osmišljen je kao institucija koja će se osnivati u lokalnoj zajednici sa ciljem da sveobuhvatno i efikasno identifikuje i određuje prioritete i rešava bezbednosne probleme, kako bi se osigurala bezbednost u lokalnoj zajednici. U redovni sastav lokalnog saveta za bezbednost planirano je uključivanje predstavnika lokalne samouprave, policije, pravosudnih organa, centara za socijalni rad, neformalnih grupa, prosvetnih ustanova, zdravstvenih ustanova, privrede, medija, verskih organizacija, manjina i nevladinog sektora. Osnovni zadaci i ciljevi saveta za bezbednost su:
- Identifikovanje problema članova zajednice, naročito onih najranjivijih, po pitanjima bezbednosti, osećaja sigurnosti i drugih problema vezanih za kvalitet života;
- Razvijanje projekata, u saradnji sa drugim opštinskim organizacijama i građanima, koji odgovaraju na ove probleme;
- Sprovođenje i praćenje ovih projekata;
- Promovisanje značaja bezbednosti u zajednici i preventivnih aktivnosti;
- Upoznavanje javnosti sa ulogom i delovanjem lokalnog saveta za bezbednost.

Prvi saveti za lokalnu bezbednost osnovani su za vreme pilot-projekta „Policija u zajednici“ i to na pet lokacija. Na nekim lokacijama njihov rad, u sastavu u kojem je i predviđen, pokazao je ogroman uspeh, i to pogotovu po pitanjima nasilja u porodici, maloletničke delikvencije i veze sa školama. Međutim, na nekim lokacijama nije postojala komunikacija među akterima saveta za lokalnu bezbednosti, a njihov rad je ocenjen kao ispolitizovan i da ne predstavljaju zajednicu na pravi način.

### Metode rada
Načelnik Odeljenja za organizaciju, prevenciju i rad policije u zajednici u MUP-u, rekao je  2012. godine da je metodologija rada policije u zajednici u Srbiji zasnovana na četiri osnovna elementa. Najbitniji element se odnosi na edukaciju policijskih službenika o ljudskim pravima, filozofiji rada policije u zajednici, načinima za unapređenje rada policije sa manjinskim, marginalizovanim i ranjivim grupama. Ostala tri elementa odnose se na uspostavljanju jakih partnerskih odnosa između policije i zajednice, razvoju komunikacije i okretanju ka problemsko-orijentisanom radu policije.
Osnovni načini rada policije u zajednici u Srbiji su:
1. Prikupljanje informacija metodom „od vrata do vrata“ – Ova metoda se odnosi na uspostavljanje kontakta sa građanima, gde građani imaju prilike da upoznaju policijske službenike u svojoj lokalnoj zajednici i sa njima razgovaraju o bezbednosnim pitanjima, radu policije, dok policijski službenici imaju zadatak da pruže informacije i savete građanima o bezbednosnoj zaštiti i podstaknu ih da se uključe u programe prevencije.
2. Savetovališta za građane – Savetovališta za građane, odnosno informativni centri, predstavljaju mesto gde građani imaju prilike da se dodatno informišu o načinima prevencije kriminala, o različitim načinima bezbednosne samozaštite, kao i da potraže savet i pomoć za rešavanje nekog problema. Takođe, savetovališta organizuju „tematske dane“ gde građani mogu dodatno da se informišu o prevenciji iz različitih oblasti (narkomanija, vršnjačko nasilje, nasilje u porodici, elektronsko nasilje, i slično).
3. Rad policije sa osetljivim društvenim grupama - Rad policije sa osetljivim društvenim grupama odnosi se na ostvarivanju komunikacije i građenju jače saradnje sa manjinskim i drugim posebno ranjivim grupama. Cilj ove saradnje jeste da se manjinske i ranjive grupe priključe aktivnostima koje se odnose na bezbednost u zajednici, ali i na suzbijanju delikata usmerenih na pripadnike manjinskih grupa („zločini iz mržnje“).[11]

## Spoljašnje veze
- Ministarstvo unutrašnjih poslova Republike Srbije
- Beogradski centar za bezbednosnu politiku
- Organizacija za evropsku bezbednost i saradnju